# Voetbal op de Middellandse Zeespelen 2009
Voetbal is een van de sporten die beoefend werden tijdens de Middellandse Zeespelen 2009 in Pescara, Italië. Er was enkel een mannentoernooi. De wedstrijden werden gespeeld van 25 juni tot en met 6 juli 2009.

## Uitslagen

### Groepsfase

#### Groep A
| Team        | Wed. | W | G | V | DV | DT | DS | Ptn. |
| ----------- | ---- | - | - | - | -- | -- | -- | ---- |
| Italië      | 2    | 1 | 1 | 0 | 4  | 2  | +2 | 4    |
| Griekenland | 2    | 1 | 0 | 1 | 5  | 3  | +2 | 3    |
| Syrië       | 2    | 0 | 1 | 1 | 1  | 5  | -4 | 1    |

|                    |        |       |       |                            |
| 25 juni 2009 18u00 | Italië | 1 - 1 | Syrië | Stadio dei Marsi, Avezzano |
| 25 juni 2009 18u00 |        |       |       | Stadio dei Marsi, Avezzano |

|                    |             |       |       |                            |
| 27 juni 2009 17u00 | Griekenland | 4 - 0 | Syrië | Stadio dei Marsi, Avezzano |
| 27 juni 2009 17u00 |             |       |       | Stadio dei Marsi, Avezzano |

|                    |        |       |             |                            |
| 29 juni 2009 20u00 | Italië | 3 - 1 | Griekenland | Stadio dei Marsi, Avezzano |
| 29 juni 2009 20u00 |        |       |             | Stadio dei Marsi, Avezzano |

#### Groep B
| Team      | Wed. | W | G | V | DV | DT | DS | Ptn. |
| --------- | ---- | - | - | - | -- | -- | -- | ---- |
| Frankrijk | 2    | 2 | 0 | 0 | 3  | 0  | +3 | 6    |
| Turkije   | 2    | 1 | 0 | 1 | 5  | 2  | +3 | 3    |
| Malta     | 2    | 0 | 0 | 2 | 0  | 6  | -6 | 0    |

|                    |           |       |         |                         |
| 25 juni 2009 17u00 | Frankrijk | 2 - 0 | Turkije | Stadio Comunale, Teramo |
| 25 juni 2009 17u00 |           |       |         | Stadio Comunale, Teramo |

|                    |       |       |         |                         |
| 27 juni 2009 17u00 | Malta | 0 - 5 | Turkije | Stadio Comunale, Teramo |
| 27 juni 2009 17u00 |       |       |         | Stadio Comunale, Teramo |

|                    |           |       |       |                         |
| 29 juni 2009 17u00 | Frankrijk | 1 - 0 | Malta | Stadio Comunale, Teramo |
| 29 juni 2009 17u00 |           |       |       | Stadio Comunale, Teramo |

#### Groep C
| Team       | Wed. | W | G | V | DV | DT | DS | Ptn. |
| ---------- | ---- | - | - | - | -- | -- | -- | ---- |
| Libië      | 2    | 1 | 1 | 0 | 0  | 0  | 0  | 4    |
| Montenegro | 2    | 0 | 1 | 1 | 0  | 0  | 0  | 1    |

- Marokko trok zich terug uit het toernooi, waardoor er slechts twee landen in groep C zaten.

|                    |       |       |            |                               |
| 25 juni 2009 17u00 | Libië | 0 - 0 | Montenegro | Stadio Guido Biondi, Lanciano |
| 25 juni 2009 17u00 |       |       |            | Stadio Guido Biondi, Lanciano |

|                    |            |                     |       |                               |
| 29 juni 2009 17u00 | Montenegro | 0 - 0 (2 - 4 n. s.) | Libië | Stadio Guido Biondi, Lanciano |
| 29 juni 2009 17u00 |            |                     |       | Stadio Guido Biondi, Lanciano |

#### Groep D
| Team    | Wed. | W | G | V | DV | DT | DS | Ptn. |
| ------- | ---- | - | - | - | -- | -- | -- | ---- |
| Spanje  | 2    | 1 | 0 | 1 | 5  | 2  | +3 | 4    |
| Tunesië | 2    | 1 | 0 | 1 | 4  | 3  | +1 | 4    |
| Albanië | 2    | 0 | 0 | 2 | 1  | 5  | -4 | 0    |

|                    |        |       |         |                                          |
| 25 juni 2009 17u00 | Spanje | 2 - 2 | Tunesië | Stadio Valle Anzuca, Francavilla al Mare |
| 25 juni 2009 17u00 |        |       |         | Stadio Valle Anzuca, Francavilla al Mare |

|                    |         |       |         |                                          |
| 27 juni 2009 17u00 | Albanië | 1 - 2 | Tunesië | Stadio Valle Anzuca, Francavilla al Mare |
| 27 juni 2009 17u00 |         |       |         | Stadio Valle Anzuca, Francavilla al Mare |

|                    |        |       |         |                                          |
| 29 juni 2009 17u00 | Spanje | 3 - 0 | Albanië | Stadio Valle Anzuca, Francavilla al Mare |
| 29 juni 2009 17u00 |        |       |         | Stadio Valle Anzuca, Francavilla al Mare |

### Eindfase

#### Plaatsen vijf tot acht
|                   |             |       |            |                            |
| 1 juli 2009 17u00 | Griekenland | 2 - 1 | Montenegro | Stadio dei Marsi, Avezzano |
| 1 juli 2009 17u00 |             |       |            | Stadio dei Marsi, Avezzano |

|                   |         |       |         |                                          |
| 1 juli 2009 17u00 | Turkije | 2 - 1 | Tunesië | Stadio Valle Anzuca, Francavilla al Mare |
| 1 juli 2009 17u00 |         |       |         | Stadio Valle Anzuca, Francavilla al Mare |

#### Plaatsen zeven en acht
|                   |            |       |         |                               |
| 3 juli 2009 17u00 | Montenegro | 0 - 1 | Tunesië | Stadio Guido Biondi, Lanciano |
| 3 juli 2009 17u00 |            |       |         | Stadio Guido Biondi, Lanciano |

#### Plaatsen vijf en zes
|                   |             |                     |         |                         |
| 3 juli 2009 20u30 | Griekenland | 1 - 1 (6 - 5 n. s.) | Turkije | Stadio Comunale, Teramo |
| 3 juli 2009 20u30 |             |                     |         | Stadio Comunale, Teramo |

#### Halve finales
|                   |        |       |       |                                          |
| 1 juli 2009 17u00 | Italië | 1 - 0 | Libië | Stadio Valle Anzuca, Francavilla al Mare |
| 1 juli 2009 17u00 |        |       |       | Stadio Valle Anzuca, Francavilla al Mare |

|                   |           |       |        |                         |
| 1 juli 2009 20u30 | Frankrijk | 1 - 2 | Spanje | Stadio Comunale, Teramo |
| 1 juli 2009 20u30 |           |       |        | Stadio Comunale, Teramo |

#### Kleine finale
|                   |       |                     |           |                               |
| 4 juli 2009 19u00 | Libië | 0 - 0 (8 - 7 n. s.) | Frankrijk | Stadio Guido Angelini, Chieti |
| 4 juli 2009 19u00 |       |                     |           | Stadio Guido Angelini, Chieti |

#### Finale
|                   |        |       |        |                           |
| 4 juli 2009 21u00 | Italië | 1 - 2 | Spanje | Stadio Adriatico, Pescara |
| 4 juli 2009 21u00 |        |       |        | Stadio Adriatico, Pescara |

## Medaillespiegel
| Plaats | Land   | Goud | Zilver | Brons | Totaal |
| 1      | Spanje | 1    | 0      | 0     | 1      |
| 2      | Italië | 0    | 1      | 0     | 1      |
| 3      | Libië  | 0    | 0      | 1     | 1      |
| Totaal | Totaal | 1    | 1      | 1     | 3      |

1951 · 1955 · 1959 · 1963 · 1967 · 1971 · 1975 · 1979 · 1983 · 1987 · 1991 · 1993 · 1997 · 2001 · 2005 · 2009 · 2013 · 2018 · 2022
Atletiek · Basketbal · Bocce · Boksen · Gewichtheffen · Golf · Gymnastiek · Handbal · Judo · Kanovaren · Karate · Paardensport · Roeien · Schermen · Schietsport · Tafeltennis · Tennis · Voetbal · Volleybal · Waterpolo · Waterskiën · Wielersport · Worstelen · Zeilen · Zwemmen